# ريتشارد مارتينيز
ريتشارد مارتينيز (بالإنجليزية: Richard Martinez)‏ (2 أبريل 1988 المملكة المتحدة - ) هو لاعب كرة قدم أمريكي يلعب كمدافع.

## روابط خارجية
- ريتشارد مارتينيز على موقع قاعدة بيانات كرة القدم.إي يو (الإنجليزية)
- ريتشارد مارتينيز على موقع ناشيونال فوتبول تيمز (الإنجليزية)
- ريتشارد مارتينيز على موقع Soccerway.com (الإنجليزية)